# Shizhen lu
Das Shizhen lu (chinesisch 食珍录; ‚Aufzeichnungen über Speisen und Delikatessen‘) von Yu Cong (虞悰) ist eine Quelle zur Geschichte der chinesischen Ess- und Trinkkultur, die wahrscheinlich aus der Zeit der Song-Dynastie stammt und Material aus der Zeit der Südlichen und Nördlichen Dynastien, Sui-Dynastie und Tang-Dynastie enthält.
In der alten Büchersammlung Shuofu wird Yu Cong (虞悰) aus der Zeit der Liu-Song-Dynastie (die von 420 bis 479 währte) als Verfasser angegeben, in der Büchersammlung Gujin tushu jicheng wird Yu Cong (虞悰) aus der Zeit der Song-Dynastie angegeben.
Dem Inhalt des Buches zufolge werden Geschichten aus der Tang-Zeit erzählt, folglich kann es nicht in der Liu-Song-Zeit verfasst worden sein. Die Wahrscheinlichkeit, dass der Autor aus der Zeit der Song-Dynastie stammt, ist relativ hoch. Es gibt auch einen Yu Cong (虞悰) aus der Zeit der Südlichen Qi-Dynastie (die von 479 bis 502 währte), der (laut Nanshi (南史), der „Geschichte der Südlichen Dynastien“) „ein wohlhabender Mann aus einer reichen Familie war und den guten Geschmack liebte“.
Das Shizhen lu wurde von Yu Cong (虞悰) verfasst, oder es wurde von einem später lebenden Menschen verfasst und ihm zugeschrieben, oder es wurde von einem Autor verfasst, der den gleichen Namen trug.
Dieses Buch ist relativ unergiebig, darin sind lediglich etwa ein dutzend Anekdoten über das Kochen sowie Getränke und Speisen aus der Zeit der Südlichen und Nördlichen Dynastien, Sui-Dynastie und Tang-Dynastie berichtet.

## Frühe Drucke
Das Werk ist in den Büchersammlungen Shuofu und Gujin tushu jicheng enthalten.